# Макмастер, Герберт
Герберт Рэймонд «Г. Р.» Макмастер (англ. Herbert Raymond "H. R." McMaster; род. 24 июля 1962, Филадельфия, Пенсильвания, США) — генерал-лейтенант сухопутных войск вооружённых сил США, принимавший участие во всех крупных американских войнах современности. Кавалер множества боевых наград, признанный национальным героем, чьи личные заслуги в боевых действиях, равно как и опыт подразделений под его командованием являются предметом обязательного изучения в программах военных образовательных учреждений. Один из четырёх наиболее авторитетных и уважаемых высокопоставленных действующих офицеров, доктор философии, писатель, названный в 2014 году в списке ста самых влиятельных персон в мире в по версии журнала Time «выдающимся военным мыслителем среди представителей армии XXI века», «архитектором будущего облика Сухопутных войск Вооружённых Сил США». С 20 февраля 2017 по 9 апреля 2018 года являлся советником по национальной безопасности 45-го Президента США. Единственный представитель администрации Дональда Трампа, назначение которого восприняли с большим воодушевлением как сторонники, так и противники нового главы государства.

## Детские годы и образование
Герберт Рэймонд Макмастер родился 24 июля 1962 года в столице штата Пенсильвания Филадельфии.
Его отец был кадровым военным-пехотинцем, завоевавшим признание во время войны в Корее и заслужившим офицерское звание капитана в боевых действиях войны во Вьетнаме, начиная первым сержантом и не имея при этом специального военного образования. Его мать была школьной учительницей с 37-летним стажем. Сначала она преподавала в четвёртых классах, а затем решила сконцентрироваться на работе в системе дошкольного образования. Позже получила диплом по медицине и стала школьным администратором. Герберт считает её гениальным педагогом и думает, что профессиональное удовлетворение, которое она испытывала от позитивного влияния на жизни людей вкупе с военным опытом своего отца сделало службу в армии его жизненным призванием.
Макмастер окончил школу Военной академии Вэлли-Фордж, которая находилась примерно в десяти милях от их семейного дома в Роксборо на северо-западе Филадельфии. По его собственному признанию, это был основательный опыт в плане взросления в очень юном возрасте.
В школе он достаточно серьёзно увлёкся американским футболом и бейсболом, занимался футболом, борьбой, плаванием. По его мнению, «необходимость плечом к плечу добиваться общих целей — именно то, что каждый может почерпнуть в командных видах спорта для успешной службы в армии».
В старших классах Вэлли-Фордж для дальнейшего обучения он выбирал между престижными Военной академией в Вест-Поинте и Корпусом вневойсковой подготовки офицеров запаса при Университете Нотр-Дам. И отдал предпочтение профильному заведению Сухопутных войск США, основываясь на убеждении, что именно оно лучше подготовит его к военной карьере. И 1 июля 1980 года курсант Макмастер принял присягу.

### Военная академия в Вест-Поинте
Помимо обязательных военных дисциплин, которые знакомят курсантов с армейской организацией, историческими традициями, административными процедурами, тактикой, программа обучения Военной академии в Вест-Поинте включает предоставление серьезных знаний по общегражданским предметам.
Учитывая, что Герберт считал свои склонности к математике и другим точным наукам не столь выдающимися, эти предметы приводили его «в глубокое замешательство». Его самым труднопреодолимым испытанием стало обучение на втором курсе, когда он взял «что-то вроде двадцати четырёх часовых факультативных занятий, включая по субботам». И только когда он начал «постигать электротехнику, химию, физику в таком насыщенной и интенсивной форме в компании своих сокурсников», он понял, «как добиваться эффективного результата в дисциплинированной и организованной манере».
Широкий перечень преподаваемых курсов позволял курсантам определить профильную для каждого дисциплину. Для Макмастера таковой стали международные отношения. Кроме того, он выбрал дополнительные факультативы по истории и испанскому языку. Его крайне заинтересовали предметы, связанные с Латинской Америкой. В рамках программы обмена курсантами ему удалось побывать в Перу.
На протяжении всего обучения в военной академии Герберт не сомневался в том, что будет просить распределение именно в механизированную пехоту. Его пятинедельная практика в качестве командира механизированного пехотного взвода в 1-м батальоне 8-го механизированного пехотного полка в Форте Карсон в Колорадо в рамках курсантской программы подготовки младшего командного состава, где он впервые столкнулся со всеми тяготами армейской службы в полевых условиях, не разубедила его. Даже последующая отправка в новый Национальный тренировочный центр в Форте Ирвин в Калифорнии, где он не только закреплял навыки управления взводом, но и учился руководить различными операциями небольших подразделений, только утвердила его в своём намерении.
Однако в то время Макмастер увлекался авиацией. Он много читал об операциях с участием аэромобильных разведывательных подразделений во время войны во Вьетнаме. И когда армейская авиация была выделена в отдельный род войск в апреле 1983 года — как раз во время его обучения на последнем курсе в Вест-Поинте, он твёрдо решил сменить направление и стать воздушным разведчиком.

### Дальнейшее обучение
После окончания академии в Вест-Поинте в 1984 году Герберт поступил в Воздушно-десантную школу Сухопутных войск США в Форте Бэннинг в Джорджии, но перед этим решил отучиться на курсах основной подготовки офицеров Бронетанковых войск США в Форте Нокс в Кентукки. При прохождении медкомиссии у него был диагностирован до того не обнаруженный астигматизм, что поставило крест на его дальнейшей лётной карьере, и после окончания офицерских курсов в ноябре 1984 года его распределили в Бронетанковые войска. Чтобы лучше подготовиться к управлению сухопутными подразделениями он решил поступить в Школу рейнджеров и окончил её в марте 1985 года. В 1988 году прошёл курсы повышения квалификации для офицеров Бронетанковых войск в Форте Нокс в Кентукки.
В 1999 году Макмастер завершил обучение в Командно-штабном колледже Сухопутных войск США в Форте Ливенворт в Канзасе, а в 2003 году — в Военном колледже Сухопутных войск США в Карлайле, Пенсильвании. Учёные степени магистра и доктора философии (Ph.D.) в области военной истории получил в Университете Северной Каролины в Чапел-Хилл, защитив диссертацию на тему участия США во Вьетнамской войне. Впоследствии эта работа станет частью его книги «Неисполнение служебного долга: Линдон Джонсон, Роберт Макнамара, объединенный комитет начальников штабов и ложь, которая привела к Вьетнаму», вышедшей в 1997 году.

## Карьера в армии
Являлся директором Центра интеграции боевых возможностей сухопутных войск США, заместителем начальника Командования подготовки кадров и разработки принципов боевого применения сухопутных войск США. Командовал учебным центром передового опыта на военной базе «Форт Беннинг» (Джорджия). Управлял объединенной межведомственной тактической группой «Шафафийят» (CJIATF-Shafafiyat) («Транспарентность») международных сил содействия безопасности в штабе командования в Кабуле (Афганистан). Известен своим участием в войне в Персидском заливе, Иракской войне, операции «Несокрушимая свобода».

## В администрации Трампа
Макмастер не был первым (и даже вторым) кандидатом, выдвинутым Дональдом Трампом на должность советника по национальной безопасности. Генерал вообще не был в поле зрения президента США — пока республиканцы, восхищающиеся Макмастером, не начали проводить закулисную кампанию, пытаясь убедить Трампа остановить свой выбор на нём. Ключевую роль в этом сыграл сенатор-республиканец от штата Арканзас Том Коттон — бывший военный, служивший под началом генерала и едва не ушедший из армии в 2007 году, когда казалось, что Макмастера вот-вот отправят в отставку. После ухода Майкла Флинна Коттон связался с вице-президентом США Майком Пенсом, главным стратегом, старшим советником президента Стивеном Бэнноном и руководителем аппарата Белого дома Райнсом Прибусом, рассказав о генерале и направив им его резюме и личный телефонный номер. Ещё одним ходатаем за генерала стал Крис Броуз, директор канцелярии сенатского комитета по делам вооружённых сил, председателем которого является Джон Маккейн. Сенатор от штата Аризоны, не скрывающий своего презрения к Трампу, высоко оценил назначение Макмастера и заявил, что не может себе представить «лучшую, более способную команду национальной безопасности, чем та, которую мы получили». Кандидатуру Макмастера также поддержали и другие консерваторы, включая министра обороны Джеймса Мэттиса, который также служил с генералом и просил его дать согласие на это назначение. 22 марта 2018 года Макмастер подал в отставку из-за разногласий с президентом по ряду вопросов, включая политику в отношении КНДР, Ирана, Сирии и России.

## Взгляды
Макмастер не поддерживает термин «радикальный исламский терроризм» и считает, что совершающие теракты мусульмане неправильно трактуют свою религию. По его мнению, высказанному во время первой встречи с сотрудниками Совета национальной безопасности, в термине «радикальный исламский терроризм» нет пользы, так как террористы не имеют отношения к исламу. В отношении угрозы терроризма из стран Ближнего Востока для США, генерал призывал к тому, чтобы «война против терроризма не должна превращаться в войну против ислама».
В числе угроз для США, для нейтрализации которых необходимо выработать механизмы противодействия, он называет кибертерроризм. По словам Макмастера, киберпространство стало местом, за которое ежедневно ведётся борьба и ключевой вопрос на сегодня, «как это вписывается в общие задачи будущей войны». Критически важным, по мнению генерала, является создание жизнеспособных систем, которые с одной стороны позволят свободно работать и коммуницировать во время операций, а с другой предоставят инструментарий по «подрыву возможностей врага по воздействию на наши позиции».

## Критика
В мае 2016 года Макмастера назвали в числе военачальников США, которые сознательно раздувают так называемую «российскую угрозу» для получения большей доли бюджетных ассигнований. Это стало следствием выступления представителей командования сухопутных войск на слушаниях 14 апреля 2016 года в сенатском подкомитете по делам вооружённых сил, на которых Макмастер и его коллеги обрисовали мрачную картину того, что если бюджет армии не будет увеличен и войсках не появится больше личного состава и боевой техники, то США в будущей войне «отстанут в дальности и в огневой мощи», в частности, в случае конфронтации с Россией. По их мнению, сокращение численности сухопутных войск США приведет к тому, что «армия будущего окажется слишком маленькой и не сможет обеспечить безопасность страны».
Один из высокопоставленных офицеров из Пентагона сравнил Макмастера и его единомышленников с «цыплёнком Цыпой, кричавшим, что небо падает», подтвердив, что в сухопутных войсках бытуют такие настроения. По его словам, «эти парни хотят, чтобы мы поверили, будто в русских три метра роста». Представитель военного ведомства США считает, что есть более простое объяснение: американская армия ищет для себя смысл существования и больший кусок бюджета, поэтому ради этого не составляет никакого труда изобразить дело так, что «русские могут окружить нас со всех сторон».
По мнению генерал-лейтенанта ВВС в отставке Дэвида Дептулы, возглавляющего Институт авиакосмических исследований имени Митчелла, заявление Макмастера может соответствовать действительности только в случае, если не учитывать военно-воздушные силы. Особую тревогу у Дептулы вызывает тот факт, что Макмастер отстаивает интересы лишь одного вида вооружённых сил: очень маловероятно, что сухопутные войска США «отстанут в дальности и в огневой мощи», ибо когда Соединённые Штаты вступают в войну, они делают это с применением всех видов вооружённых сил, а не только сухопутных войск. По словам генерал-лейтенанта ВВС в отставке, американскую армию превосходят количеством ещё с 1945 года, но она противопоставляет количеству солдат противника свой потенциал. Армия, считает Дептула, всегда сопротивлялась этому подходу и требовала больше солдат.
Вслед за Дептулой всё большее количество критиков из числа военных и гражданских констатируют, что Макмастер со своими мрачными предостережениями о боеспособности сухопутных войск уклоняется от настоящей проблемы, не давая ответа на вопрос о том, намерены ли они менять свои методы ведения войны.
Бывший командир Макмастера, прославившийся командованием бронетанковыми войсками в ходе операции «Буря в пустыне» полковник в отставке Дуглас Макгрегор считает, что Макмастер и его коллеги из офицерского корпуса не просто просят дополнительные средства на повышение боеспособности — «им нужно, чтобы сухопутные войска стали больше, но больше не значит лучше».
Критики от Макгрегора удостоился и бывший начальник штаба сухопутных войск, ныне возглавляющий влиятельную неправительственную организацию по защите интересов военных Association of the U. S. Army Гордон Салливан, который вступился за Макмастера, заявив, что его требования о выделении дополнительных денег направлены на защиту простых солдат на фоне недоукомплектованной, не боеготовой и слабо финансируемой армии. По его словам, за нарушенный бюджетный процесс придётся заплатить жизнями американцев.
Это заявление Салливана Макгрегор назвал «отвратительно ложным». По его мнению, если бы генералы действительно думали о солдатах, в последние 15 лет все было бы по-другому. Как насчёт тысяч погибших в Ираке и Афганистане и триллионов потраченных там долларов и как насчёт миллиардов, потерянных в ходе неудачных программ модернизации с 1991 года, задаёт неудобные вопросы Макгрегор, продолжая неустанно критиковать армейское руководство.
Однако даже в высших армейских эшелонах точка зрения Макмастера воспринимается не столь однозначно. Отсутствовавший на слушаниях в сенатском подкомитете начальник штаба сухопутных войск Марк Милли признался, что любит «Герберта как брата» и может согласиться с его заявлениями о недостаточной численности войск, но «отставание в дальности и в огневой мощи» — в этом, как ему кажется, есть «какая-то путаница».
Один из высокопоставленных военных из Пентагона пояснил, что «когда твой командир говорит, что любит тебя как брата, смотри в оба, потому что обычно за этим следует другая фраза — „какой же ты на удивление безмозглый“». Представитель военного ведомства США обратил внимание на то, что накануне слушаний в сенате Милли провел неофициальный брифинг в Военном колледже сухопутных войск, в ходе которого сосредоточился на теме боеспособности и выступил за межвидовое взаимодействие и модернизацию, уйдя от вопроса о том, нужно ли армии больше солдат. И тем самым он заставил говорить о себе, как о, возможно, лучшем начальнике штаба за очень долгое время, так как призвал своих подчинённых прекратить стонать по поводу бюджетных ассигнований и начать думать о том, как воевать.
Вместе с тем Макмастера обвиняли в антисемитизме и антиизраильской позиции

## Личные качества
Макмастер известен как хороший стратег и противник сокращения оборонных расходов. Хорошо знаком с российской тематикой. Считает, что российская политика преследует захватнические цели и направлена на разрушение порядка, сложившегося в Европе после холодной войны.

## Семья
Во время учёбы в академии в Вест-Поинте Макмастер заинтересовался регби. Причём настолько, что его взяли в сборную сухопутных войск по этому виду спорта. И именно эта игра свела его с Кэтлин Троттер — его будущей женой. Это произошло осенью 1983 года, когда его команда приехала в Калифорнию, чтобы сыграть несколько матчей с командами западного побережья перед главной игрой — со сборной флота на стадионе Роуз-боул в Пасадине. Герберт познакомился с Кэтлин через своего товарища по команде, который ухаживал за её лучшей подругой. Кэтлин к тому времени окончила Университет Сан-Диего и работала учительницей в средней школе. По словам Макмастера, «поначалу она с изрядной долей скепсиса отнеслась к возможным отношениям с курсантом военного заведения», но несмотря на её предубеждение и его травму, полученную в игре с командой университета Калифорнии, они, по его собственному признанию, «весело провели время», и между ними «достаточно быстро установились довольно тёплые отношения». Впоследствии они продолжили общаться на расстоянии, встречаясь раз в месяц или два, пока не поженились в июле 1985 года после завершения обучения Герберта в Вест-Поинте.
У четы Макмастер трое дочерей.
Старшая — Катарина — появилась на свет в сентябре 1986 года в Форте Худ в Кентукки. Она окончила Университет Вилланова и, по данным на 2013 год, работала в Вашингтоне аналитиком по обороне.
Средняя — Колин — родилась в феврале 1990 года в Форт Нокс в Кентукки. Также как и ее мать, она окончила Университет Сан-Диего, а затем получила степень магистра в области дошкольного образования в Университете Джонса Хопкинса. Колин, как и её бабушка, работает в системе дошкольного образования. Ранее сотрудничала с некоммерческой организацией Teach For America и работала учительницей в Коннектикуте. Жених Колин, Ли Робинсон, в 2014 год был призван в учебный центр подготовки военных разведчиков в Аризоне и в настоящее время служит в вооружённых силах США. В июне 2015 года он получил назначение в 75-й полк рейнджеров. Спустя год он предложил руку и сердце Колин, и они должны пожениться 1 апреля 2017 года в Коламбусе в Джорджии.
Младшую дочь зовут Кара Элизабет. Она окончила университет Вилланова в 2015 году и имеет степень бакалавра искусств в области философии и религиоведения. Кара, также как и её сестра Колин, сотрудничала с некоммерческой организацией Teach for America и преподавала в Коннектикуте. В настоящее время работает диджеем на радио WTJU 91.1 FM в Шарлоттсвилле в Вирджинии.
У Герберта Макмастера также есть младшая родная сестра Летиция (род. в 1964 году). Она училась в католическом колледже для девушек Mount Saint Joseph Academy. В 1986 году окончила Университет Вилланова по менеджменту и финансам, а в 1992 году получила степень MBA по международному маркетингу в том же самом университете. В настоящее время работает менеджером в департаменте внутренних продаж софтверной компании Iron Mountain.

## Награды и знаки отличия

### Боевые награды США
| Width-44 white ribbon with width-10 scarlet stripes at edges, separated from the white by width-2 ultramarine blue stripes. | Медаль «За выдающиеся заслуги»                                                |
| | Медаль «Серебряная звезда»                                                    |
| | Медаль «За отличную службу» Министерства обороны                              |
| Бронзовый пучок дубовых листьев · Width-44 crimson ribbon with a pair of width-2 white stripes on the edges | Орден «Легион Почёта» степени легионера с бронзовым дубовым листом            |
| Бронзовый пучок дубовых листьев · Width-44 scarlet ribbon with width-4 ultramarine blue stripe at center, surrounded by width-1 white stripes. Width-1 white stripes are at the edges.                                                                                         | Медаль «Бронзовая звезда» с бронзовым дубовым листом                          |
| | Медаль «Пурпурное сердце»                                                     |
| Бронзовый пучок дубовых листьев | Медаль «За похвальную службу» Министерства обороны с бронзовым дубовым листом |
| Бронзовый пучок дубовых листьев · Бронзовый пучок дубовых листьев · Бронзовый пучок дубовых листьев · Бронзовый пучок дубовых листьев | Медаль похвальной службы с четырьмя бронзовыми дубовыми листами               |
| | Благодарственная медаль за службу в объединённых органах ВС                   |
| Бронзовый пучок дубовых листьев · Бронзовый пучок дубовых листьев · Бронзовый пучок дубовых листьев · Width-44 myrtle green ribbon with width-3 white stripes at the edges and five width-1 stripes down the center; the central white stripes are width-2 apart               | Похвальная медаль Армии с тремя бронзовыми дубовыми листами                   |
| Бронзовый пучок дубовых листьев · Бронзовый пучок дубовых листьев · Бронзовый пучок дубовых листьев · Width-44 ribbon with two width-9 ultramarine blue stripes surrounded by two pairs of two width-4 green stripes; all these stripes are separated by width-2 white borders | Армейская медаль «За успехи» с тремя бронзовыми дубовыми листами              |
| Width-44 Old Glory red ribbon surrounded by gold frame. The ribbon has a central width-3 Old Glory red stripe flanked by pairs of stripes that are respectively width-3 white, width-3 ultramarine blue, width one-half white and width-2 ultramarine blue.                    | Награда подразделению за доблесть                                             |

### Награды за службу и участие в операциях
| Бронзовая звезда за службу · Width=44 scarlet ribbon with a central width-4 golden yellow stripe, flanked by pairs of width-1 scarlet, white, Old Glory blue, and white stripes             | Медаль «За службу национальной обороне» с бронзовой звездой        |
| Бронзовая звезда за службу · Бронзовая звезда за службу · Бронзовая звезда за службу | Медаль «За службу в Юго-Западной Азии» с тремя бронзовыми звёздами |
| | Медаль «За кампанию в Афганистане»                                 |
| Бронзовая звезда за службу · Бронзовая звезда за службу · Бронзовая звезда за службу | Медаль «За Иракскую кампанию» с тремя бронзовыми звездами          |
| | Экспедиционная медаль «За глобальную войну с терроризмом»          |
| | Служебная медаль «За глобальную войну с терроризмом»               |
| | Медаль «За гуманитарную помощь»                                    |
| Width-44 ribbon with width-6 central ultramarine blue stripe, flanked by pairs of stripes that are respectively width-4 emerald, width-3 golden yellow, width-5 orange, and width-7 scarlet | Лента армейской службы                                             |
| Width-44 ribbon with width-8 central brick stripe, flanked by pairs of stripes that are respectively width-2 golden yellow, width-10 grotto blue, and width-6 national flag blue            | Лента службы за границей                                           |

### Награды иностранных государств
|  | Медаль НАТО для участников Международных сил содействия безопасности в Афганистане |
|  | Медаль Освобождения Кувейта (Саудовская Аравия)                                    |
|  | Медаль Освобождения (Кувейт)                                                       |

### Знаки и нашивки США
|  | Знак участника боевых действий                                                                        |
|  | Знак парашютиста                                                                                      |
|  | Нарукавная нашивка рейнджера                                                                          |
|  | Знак Третьего кавалерийского полка («Храбрые стрелки»)                                                |
|  | Нашивка боевой службы Третьего кавалерийского полка («Храбрые стрелки»)                               |
|  | Нашивка боевой службы в составе Многонациональных сил в Ираке                                         |
|  | Нашивка боевой службы в составе вооруженных сил США в Афганистане                                     |
|  | Нашивка Командования подготовки кадров и разработки принципов боевого применения сухопутных войск США |

### Ордена США
|  | Кавалер ордена золотой шпоры |